# Fulda (Minnesota)
Fulda è una città degli Stati Uniti d'America, situata in Minnesota, nella contea di Murray.